# Я видел дьявола
«Я ви́дел дья́вола» (кор. 악마를 보았다) — кинофильм режиссёра Ким Чжи Уна, вышедший на экраны в 2010 году.

## Сюжет
После того, как его невеста была жестоко убита, специальный агент Ким Су Хён (Ли Бён Хон) берет отпуск и принимается за поиски убийцы. Вскоре он нападает на след маньяка по имени Чан Гён Чхоль (Чхве Мин Сик). Однако в планы Ким Су Хёна не входит передача убийцы в руки полиции или его быстрое умерщвление. Напротив, месть должна быть долгой и мучительной для преступника. Поэтому, вживив тому жучок для слежения за всеми его перемещениями, Ким Су Хён устраивает регулярные нападения на Чан Гён Чхоля, стремясь довести его до изнеможения и отчаяния.

## Награды и номинации
- 2011 — премия Asian Film Awards за лучший монтаж (Нам На Ён) и номинация за лучшую операторскую работу (Ли Могэ)
- 2011 — приз лучшему режиссёру на кинофестивале Fantasporto, а также приз за лучший фильм программы «Восточный экспресс»
- 2011 — премия «Золотой ворон» Брюссельского фестиваля фантастических фильмов
- 2011 — три приза кинофестиваля в Жерармере: приз международной критики, приз молодёжного жюри и приз «Выбор зрителей»
- 2011 — участие в кинофестивалях в Сан-Себастьяне, Торонто, Ситжесе, а также в кинофестивале Санденс